# Kartoffelrækkerne
Kartoffelrækkerne i Østervold kvarteret i København består af 480 huse bygget til arbejdere.
De kaldtes Kartoffelrækkerne og er bygget 1873-1889 efter engelsk forbillede og tegnet af arkitekt Frederik Christian Bøttger. Husene var bygget af Arbejdernes Byggeforening på initiativ af arbejderne på Burmeister & Wain.
Af hensyn til forsvaret af København måtte der ikke bygges på området, hvor rækkehusene nu står. I stedet blev der dyrket kartofler, og da husene ligger side om side i 11 snorlige rækker, som planter på en mark, kaldte man dem ”Kartoffelrækkerne”. Placeringen var til diskussion, da Arbejdernes Byggeforening købte jorden. I foreningens gamle forhandlingsprotokoller er der refereret en ophedet debat om placeringen, der var så "fjerntliggende", at man ikke kunne byde nogen at rejse så langt frem og tilbage hver dag. Husene ville simpelthen komme til at ligge så langt fra byen, at ingen fornuftige mennesker ville overtage dem.
Rækkehusene blev bygget for at skaffe arbejderklassen hygiejniske boliger, som de også kunne betale. Koleraepidemier hærgede i 1800-tallet i de beskidte og tæt bebyggede arbejderkvarterer inde i byen. Epidemien skyldes i høj grad de elendige forhold i den dårligste del af den københavnske bebyggelse og et mangelfuldt renovations- og kloaksystem. Som en konsekvens af epidemien byggede lægeforeningen Brumleby, og andre byggeforeninger bl.a. Arbejdernes byggeforening fulgte efter.
For at købe en af de nye arbejderboliger, skulle der betales en rigsdaler som indskud til Arbejdernes byggeforening. Det svarer til 120 kroner i dag. Selve huset kostede, hvad der svarer til 200-300.000 kroner med en årlig ydelse på op mod 20.000 kroner. Derfor var det hovedsageligt håndværkere og embedsmænd i lavere stillinger, der flyttede ind. Byggeriet blev finansieret ved, at arbejderne betalte et ugentligt bidrag til byggeforeningen. Husene blev fordelt ved lodtrækning blandt foreningens medlemmer. De, der ikke vandt et hus, kunne efter 10 år hæve deres indskud i byggeforeningen – med renter. Vinderne betalte deres huse over 25 år.
Husenes facader mod gaden står i gule mursten med røde vandrette striber. Det giver et senklassicistisk indtryk. Arkitekturen afspejler byggeforenings-ideens ønske om social opstigning. Arkitekt Bøttger vandt adskillige udenlandske priser for husene, som var for dyre til, at en familie kunne bo i dem alene, og derfor var de indrettet til to eller tre familier. I dag bor der typisk en familie i hvert hus, og husene er blandt de mest eftertragtede i København.
Selv om Kartoffelrækkerne i Københavns Kommunes bydelsopdeling er en del af Indre By, har kvarteret samme postnummer som Østerbro, 2100 København Ø.

## Gader i Kartoffelrækkerne
Kartoffelrækkerne ligger i trekanten mellem Øster Søgade, Øster Farimagsgade og Sølvgade. Regnet fra syd ligger de følgende gader parallelt med hverandre:
- Webersgade - Kun nordlige side. Sydlige side er almindelige etageejendomme. Opkaldt efter grosserer og grundejer Theobald Weber.
- Wiedeweltsgade - Billedhuggeren Johannes Wiedewelt.
- Jens Juels Gade - Maleren Jens Juel.
- Abildgaardsgade - Maleren Nicolai Abildgaard.
- Eckersbergsgade - Maleren C.W. Eckersberg.
- Wilhelm Marstrands Gade - Maleren Wilhelm Marstrand.
- Skovgaardsgade - Maleren Peter Christian Skovgaard.
- Høyensgade - Kunsthistoriker N.L. Høyen.
- Hallinsgade - Formand for Arbejdernes Byggeforening Niels Hallin.
- J.A. Schwartz Gade - Kunstdrejeren Johan Adam Schwartz.
- Voldmestergade - Gartner og voldmester Johan Gottlob Reeh.

Længst mod nord i trekanten ligger Zinnsgade (grosserer og grundejer Ludvig Zinn) og Collinsgade (direktør for Det Kongelige Teater Jonas Collin), der begge er bebygget med almindelige etageejendomme.